# United States Marshals Service
United States Marshals Service (USMS) je federální policejní služba Spojených států amerických, podléhající ministerstvu spravedlnosti USA. Je to formálně nejstarší oficiální policejní sbor v historii USA, založený zákonem o soudnictví z roku 1789. V současné době uplatňuje svoji federální pravomoc zejména ostrahou federálních soudních budov, přepravou federálních vězňů, ochranou federálních svědků a pátráním po uprchlých federálních zločincích.

## Funkce
Maršálové jsou primárně odpovědní za poskytování ochrany federálnímu soudnictví, a provádění úkonů v souvislostí s prací soudů:
- zatýkání hledaných podezřelých a odsouzených,
- správa a provoz federálních věznic,
- přeprava federálních vězňů,
- ochrana ohrožených federálních svědků,
- správa majetku zabaveného zločineckým podnikům,
- pátrání po pohřešovaných osobách,
- výkon soudních příkazů, včetně výkonu poprav.

Rovněž mohou být pověřeni výkonem funkcí šerifa. Historicky, podle paragrafu 27 zákona o soudnictví z roku 1789 měli američtí maršálové pravomoc povolat ochotné civilisty k prosazení práva – opatření známé jako Posse comitatus. 

## Galerie

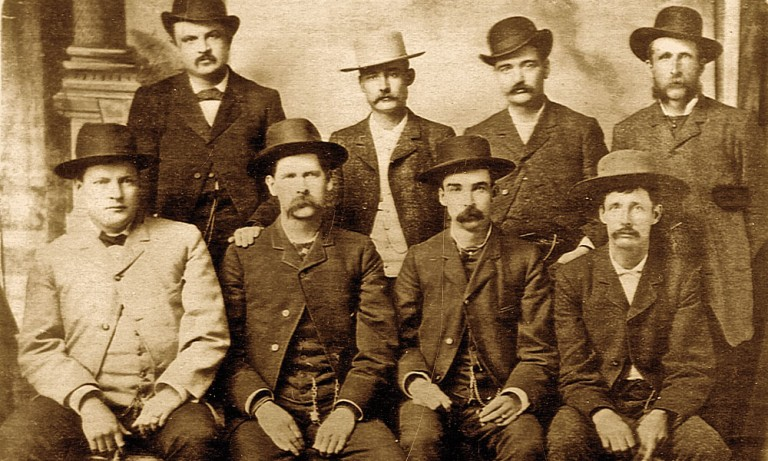
Američtí maršálové v dobách divokého západu
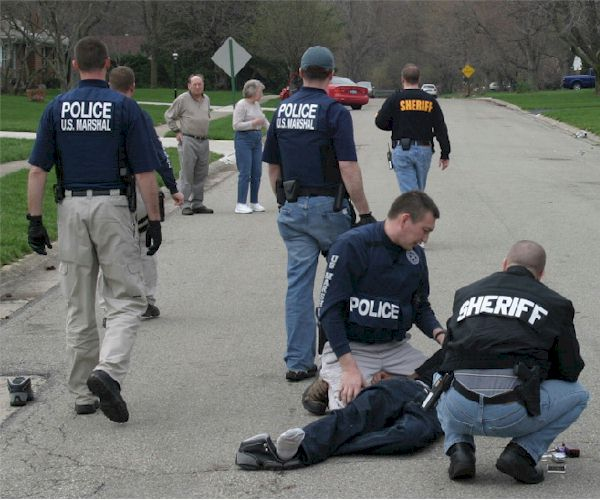
Spolupráce maršálů a šerifů
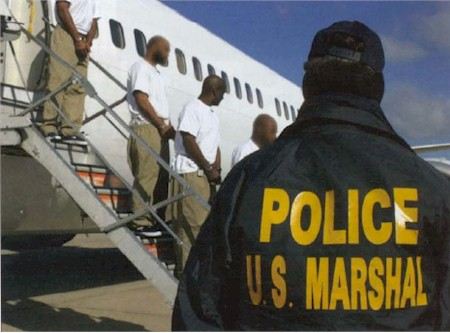
Příslušník maršálů dohlíží na přepravu vězňů
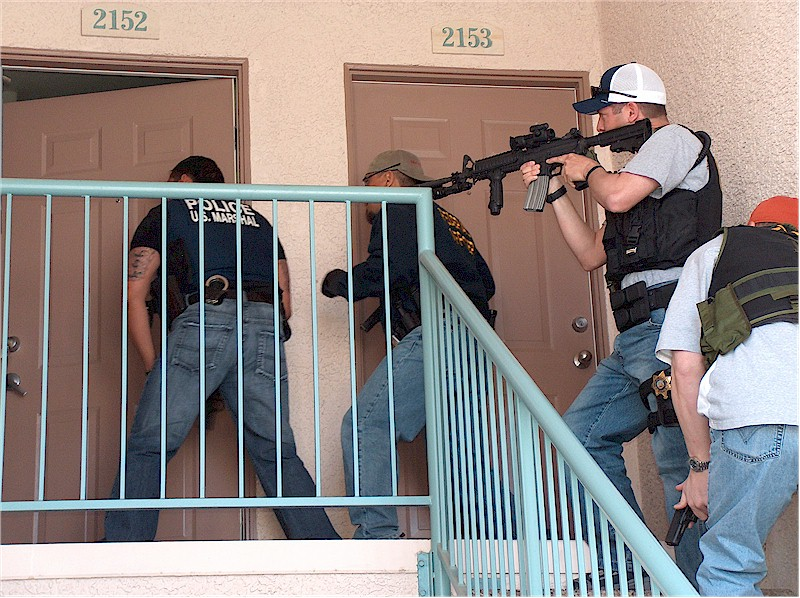
Zákrok provedený maršály a lasvegaskou policií
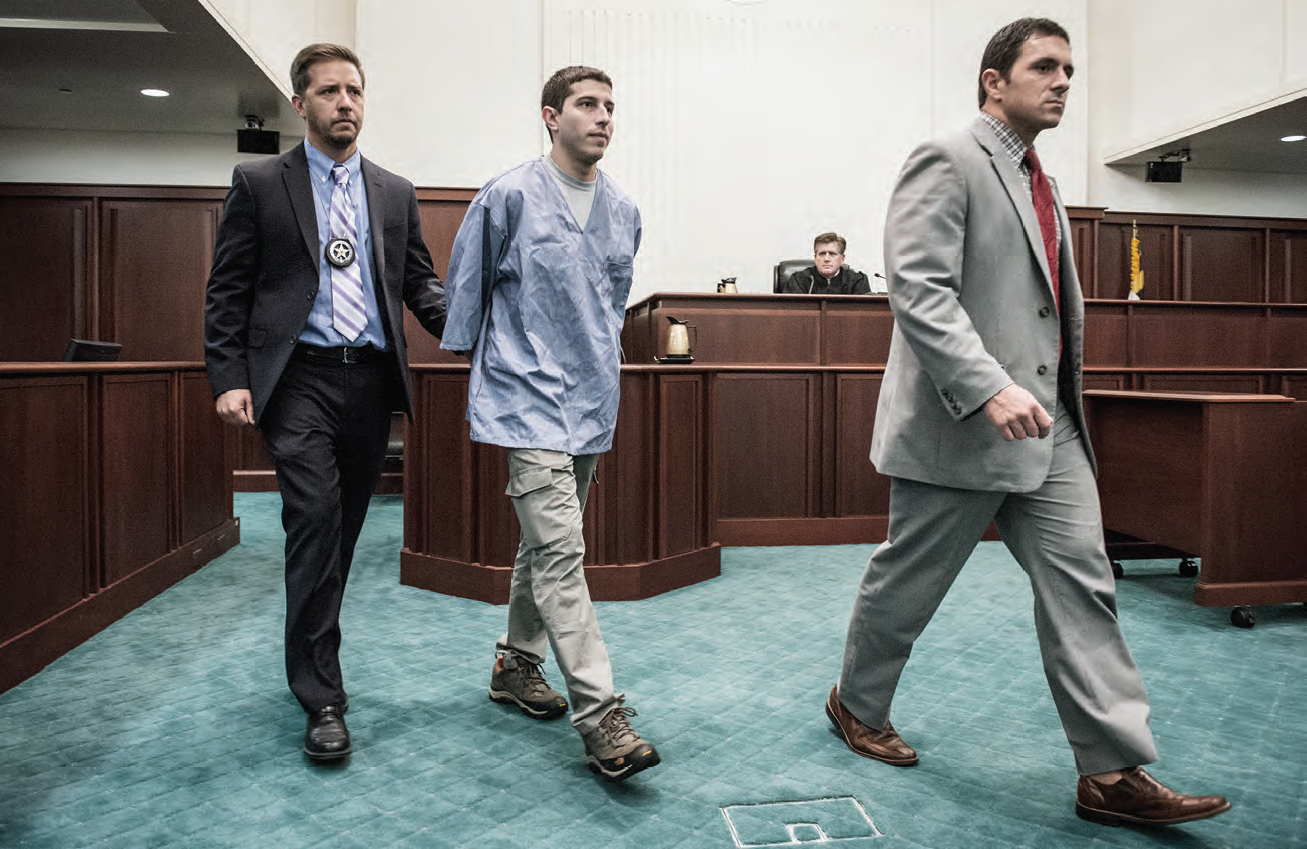
Maršálové eskortující vězně před soud
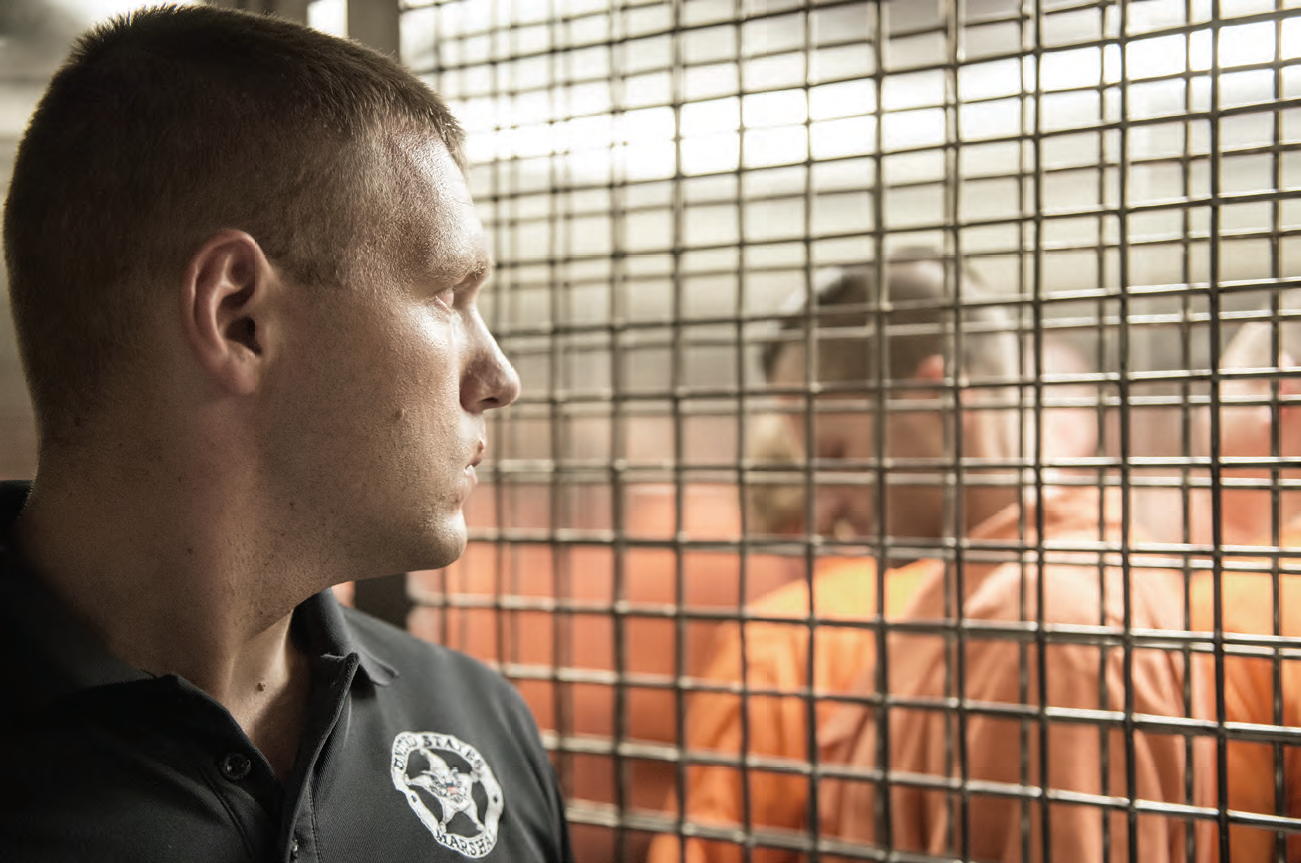
Příslušník Maršálů střežící vězně
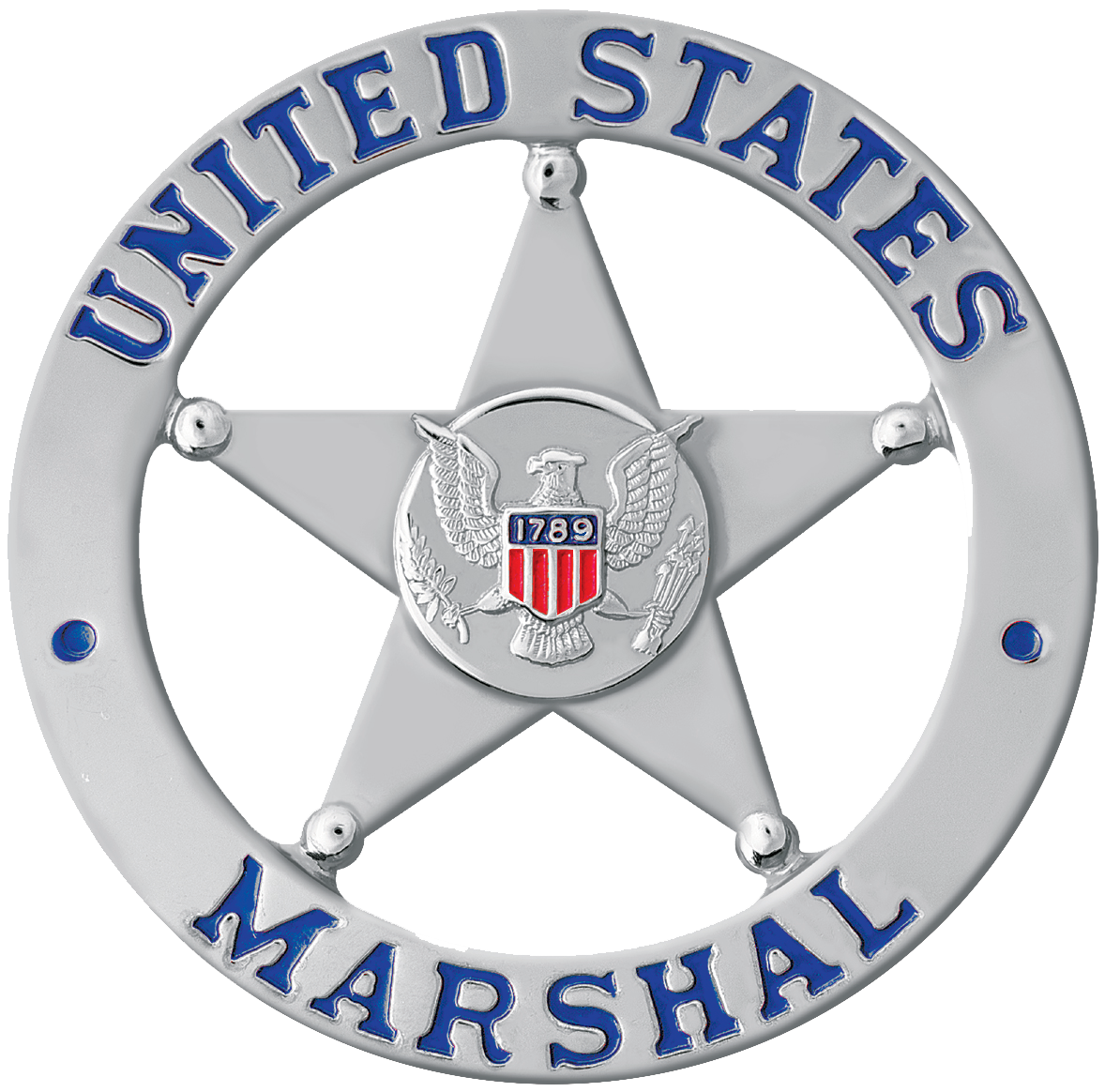
Maršálský odznak